# Dieter Kümmell
Dieter Kümmell (* 15. Januar 1911 in Stettin; † 15. Dezember 1988 in München) war ein deutscher Verwaltungsjurist und Ministerialbeamter.

## Leben
Kümmell war Sohn des Oberstudiendirektors Karl Kümmell. Er besuchte das Gymnasium Bitterfeld und das Domgymnasium Magdeburg. Nach dem Abitur studierte er an der Philipps-Universität Marburg Rechtswissenschaft. 1929/30 war er Fuchs im Corps Teutonia zu Marburg. Er wechselte an die Universität Hamburg und wurde 1930 im Pépinière-Corps Franconia recipiert. Als Inaktiver studierte er an der Ludwig-Maximilians-Universität München und der Friedrichs-Universität Halle, die 1933 in Martin-Luther-Universität Halle-Wittenberg umbenannt wurde. 1933 bestand er das Referendarexamen. Seit 1937 Regierungsassessor, trat er in die innere Verwaltung des (de facto aufgelösten) Freistaats Preußen. Als Regierungsassessor kam er nach Calau, Landsberg an der Warthe, Magdeburg und Briesen. Als Regierungsrat war er in Kassel (1940) und Magdeburg (1942). In den letzten drei Jahren des NS-Staats war er Landrat im Landkreis Briesen, Reichsgau Danzig-Westpreußen. 1939–1941 und 1945 diente er als Reserveoffizier im Heer (Wehrmacht), zuletzt als Oberleutnant.
In der Nachkriegszeit in Deutschland war er in Hamburg als Angestellter in einem Anwaltsbüro (1948–1950) und im Staatlichen Außenhandelskontor (1951/52) tätig. Am 31. Januar 1951 wurde er von der Universität Hamburg zum Dr. iur. utr. promoviert. Am 26. Februar 1951 focht er in Hamburg die letzte von seinen insgesamt dreizehn Mensuren auf die Farben von Teutonia Marburg. Sie machte ihn am 30. April 1950 zum Corpsschleifenträger und verlieh ihm am 29. April 1951 das Band. 1952 trat er wieder in den Staatsdienst, bis 1957 im Bundesministerium des Innern und 1958–1971 im Bundesministerium der Verteidigung. Das in Köln ansässige Corps Friso-Luneburgia verlieh ihm 1965 das Band. Ab 1966 leitete er eine Außenstelle der Bundeswehr in Lissabon. Ende 1971 als Ministerialrat pensioniert, war er ab 1972 Rechtsanwalt in Nußdorf am Inn. Das Corps Frankonia-Brünn zu Salzburg verlieh ihm am 26. Juni 1974 das Band und am 14. März 1981 die Ehrenmitgliedschaft. Verheiratet war er seit 1948 mit Ingeborg geb. Schmidt. Der Ehe entstammt eine Tochter (1959).